# Jeannie Robertson
Jeannie Robertson (* als Regina Christina Stewart 17. April 1908 in Aberdeen; † 13. März 1975 ebenda) war eine schottische Folk-Sängerin.
Robertson wuchs als Tochter von Fahrenden in Aberdeen und in ganz Schottland auf. An einem ihrer Wohnorte in Aberdeen, der Hilton Street 90 in Aberdeen, erinnert heute eine Gedenktafel an sie. Sie wurde 1953 von Hamish Henderson entdeckt. Im November des gleichen Jahres nahm Alan Lomax sie zusammen mit Jean Ritchie, Margaret Barry und Isla Cameron in seiner Wohnung in London auf. Viele dieser frühen Aufnahmen erschienen 1975 auf dem Album The Queen Among the Heather.
Robertson und die anderen, die Lomax aufnahm, traten anschließend in der Fernsehshow The Ballad Hunters auf, bei der David Attenborough Regie führte. 1958 machte Hamish Henderson in Edinburgh weitere Aufnahmen mit Jeannie Robertson, die unter dem Namen Up the Dee and Doon The Don veröffentlicht wurden. 1965 fand das erste „Blairgowrie Festival“ statt, bei dem Jeannie Robertson auftrat. Ihre Vorführung auf dem Festival 1968 erschien auf einer Anthologie.
1968 erhielt Jeannie Robertson den M.B.E.-Orden. Ihr bekanntester Song dürfte I'm a man you don't meet every day sein, auch bekannt als Jock Stewart; der Titel wurde u. a. von Archie Fisher, den Dubliners und den Pogues aufgenommen.
Lizzie Higgins, die Tochter von Jeannie Robertson, brachte 1975 das Album Up and Awa' wi' the Laverock heraus.
Jeannie Robertson starb 1975.